# ナデシコパ。
ナデシコパ。とは、NHK BS1（一部NHK総合テレビジョン）で放送される「2011 FIFA女子ワールドカップ」と「コパ・アメリカ2011」中継の総称。

## 概要
NHKはこれまでもJリーグ、FIFAワールドカップを初めとした数多くの世界のサッカーを取り上げたが、2011年は6月 - 7月にサッカー女子日本代表が出場する「2011 FIFA女子ワールドカップ・ドイツ大会」と、当初サッカー日本代表（男子）が招待出場する予定だった「コパ・アメリカ2011・アルゼンチン大会」か集中的に行われ、この2大会の、衛星波（コパ・アメリカは地上波も）の日本での独占放映権を獲得し、6 - 7月に集中的に中継放送することになり、サッカー女子日本代表の「なでしこジャパン」と、「コパ・アメリカ」の大会名から絡ませて「ナデシコパ。」というキャンペーン名で番組を展開することになった。
コパ・アメリカの男子日本代表は東日本大震災により出場辞退となったが、実況中継は予定通り行われた。

## 具体的な放送体裁
- 「2011 FIFA女子ワールドカップドイツ大会」　女子日本代表を含めグループステージ主要国の試合と決勝ラウンド全試合の15試合程度をBS1で中継
- 「コパ・アメリカ2011」　グループステージから決勝ラウンドの全26試合をBS1（一部地上波総合テレビ）で中継。またBS1では事前特集「コパ・アメリカ2011直前スペシャル」と題して、コパ・アメリカに出場する主要国の強化試合（国際Aマッチ）を50分に編集したものを放送している

いずれも現地から中継。日本戦など生中継のものは現地に解説者・アナウンサーを派遣するが、一部の録画放送分はオフチューブの試合もある予定
生中継分は、現地からの中継に加え、試合前後・ハーフタイムに東京のスタジオからの解説（案内役・伊藤友里、山岸舞彩、他NHKサッカー担当アナウンサー）がある。なおスタジオパートはJリーグタイムの進行フォーマットを下地としたアレンジ版である。
これに付随して、通常Jリーグ開催日に放送されるNHK Jリーグ中継はBS1、総合とも7月の一部試合（J1の延期分のうち第2-5節、J2は当初から予定されていた第19-22節）はアナウンサー・解説者を含むスタッフ人員配置の都合上休止されている（Jリーグタイムは通常通り）。

### 女子ワールドカップ優勝特番
2011 FIFA女子ワールドカップドイツ大会での日本（なでしこジャパン）優勝を受けて、7月22日21時より急遽「世界を駆け上がったなでしこたち」と題した優勝記念の特番がBS1で生放送（進行：山岸、川上直子<大会期間中現地解説として出演>）され、なでしこジャパンの選手団の代表3名（安藤梢、丸山桂里奈、岩清水梓）と佐々木則夫監督をゲストに激闘を振り返ったほか、江〜姫たちの戦国〜から水川あさみ、おひさまから高良健吾、漫画家・高橋陽一、日本代表・今野泰幸からの祝賀コメント（事前収録）が放送された。
これに先駆け、決勝戦ノーカット版のアンコール「なでしこジャパンベスト」が同じ日の18時から20時50分に放送された。これは7月18日の初回放送から数えて4回目で、18日は日中と夜の再放映を含め合計3回放送されている。

### コパ・アメリカ決勝戦
7月24日（現地）のコパ・アメリカ2011の決勝の中継ではメイン放送席だけでなくピッチサイドにも解説・実況アナウンサーを配置した。
- メイン放送席　実況：内山俊哉　解説：山本昌邦
- ピッチサイド　実況：曽根優　解説：早野宏史

## 世界を青く!
このナデシコパ。に引き続き、2011年9月1日から9月11日にかけてのロンドンオリンピック女子アジア最終予選（中華人民共和国）と2014 FIFAワールドカップブラジル大会アジア3次予選第1・2節の日本代表にからむ試合を、NHKはなでしこジャパンの五輪予選はNHKが地上波・BS独占で主に総合テレビ（BS1でもディレイ中継。最終戦のみ震災特集と江〜姫たちの戦国〜などの都合によりBS1で生中継、総合がディレイ放送）、W杯予選はBS1（地上波は2試合とも日本テレビ放送網）で実況生中継を行うことになり、この期間の中継企画を「世界を青く!」と題して、現地からの試合実況とスタジオ進行・解説の構成（形式はナデシコパ。にほぼ同じ）で行っている。
なおなでしこジャパンの試合は殆どがデーゲーム（第2・5試合を除く）であるため、深夜に10分間のダイジェスト番組を総合テレビで放送する。
9月8日、この日日本が勝利すればロンドン五輪進出決定だったが、北朝鮮と同点（1-1）となり、同日夜の中国-オーストラリアで引き分けかオーストラリア勝ちで日本の五輪進出が決まることから、急遽BS1での20時からの日本-北朝鮮のディレイ放送を変更（9月9日2時-3:50）し、中国-オーストラリアを放送した。（0-1オーストラリア勝ち。これで五輪進出が決まる）
これ以後、各世代のサッカー日本代表に関係する国際試合（五輪予選、W杯、女子W杯など）を中継したり、特別番組を組む場合はこの「世界を青く!」のキャンペーンタイトルを採用して放送している。

### 「世界を青く!」キャンペーンで放送した日本代表に関係する国際試合
特記なしはBS1のみで放送（一部除き地上波は民放が担当）
- 2012ロンドンオリンピック女子アジア最終予選（中華人民共和国=上述）
- 同男子アジア最終予選
- 2014 FIFAワールドカップブラジル大会アジア最終予選（一部国外強化試合を含む）
- FIFAコンフェデレーションズカップ2013（ブラジル）
- 2014 AFCフットサル選手権（ベトナム　BS1のみ）
- 2014 AFC女子アジアカップ兼2015 FIFA女子ワールドカップアジア最終予選（ベトナム）

### 関連特番
- 2014年1月2日-1月3日にかけて、途中に別のサッカー特番を挟みながら延べ30時間にわたり「日本代表W杯激闘の記録」と題し、1998年ワールドカップフランス大会の初出場・初戦となったアルゼンチン戦から、2010年ワールドカップ南アフリカ大会ラウンド16・パラグアイ戦までのW杯出場全14試合をノーカットで放送する番組が行われた。ナビゲーターは足立梨花。なお同番組は2014年6月1日から順次1日に1-2試合ずつ程度に分けて再放送している。
- 証言ドキュメント 日本サッカーの50年（2010年・2011年）
- 証言ドキュメント 永遠に咲け なでしこジャパン 日本女子サッカーの30年（2012年）
- 世界を青く!ザッケローニ監督の挑戦（2014年　全7部　1本15分）